# Listă cronologică de sfinți ai Vechiului Testament
Aceasta este o listă de oameni din Vechiul Testament venerați ca sfinți în Biserica Catolică.
| Nume                     | Dată naștere                                | Loc naștere                | Dată deces                                  | Loc deces             | Note                       |
| ------------------------ | ------------------------------------------- | -------------------------- | ------------------------------------------- | --------------------- | -------------------------- |
| Adam                     | necunoscută                                 | Eden                       | necunoscută                                 | necunoscut            |                            |
| Abel                     | necunoscută                                 | necunoscut                 | necunoscută                                 | necunoscut            | ucis de Cain               |
| Enoh                     | necunoscută                                 | necunoscut                 | nu a murit                                  | nu a murit            | strămoș al lui Noe         |
| Noe                      | necunoscută                                 | necunoscut                 | necunoscută                                 | necunoscut            | supravețuitor al potopului |
| Abraham                  | aproximativ 2000 î.Hr.                      | Ur                         | aproximativ 2000 î.Hr.                      | Canaan                | patriarh                   |
| Melchisedec              | aproximativ 2000 î.Hr.                      | Canaan                     | aproximativ 2000 î.Hr.                      | Canaan                | preot al lui Dumnezeu      |
| Isaac                    | aproximativ 2000 î.Hr.                      | Canaan                     | aproximativ 2000 î.Hr.                      | Canaan                | patriarh                   |
| Iacob                    | aproximativ 2000 î.Hr.                      | Canaan                     | aproximativ 2000 î.Hr.                      | Egipt                 | patriarh                   |
| Rahela                   | aproximativ 2000 î.Hr.                      | Padan-Aram⁠(en)[traduceți]  | aproximativ 2000 î.Hr.                      | Canaan                | soția lui Iacob            |
| Iosif                    | aproximativ 2000 î.Hr.                      | Canaan                     | aproximativ 2000 î.Hr.                      | Egipt                 | fiul lui Iacob             |
| Moise                    | probabil, în secolele XVI-XV î.Hr.          | Egipt                      | probabil, în secolele XVI-XV î.Hr.          | Muntele Nebo          | legiuitor și profet        |
| Aaron                    | probabil, în secolele XVI-XV î.Hr.          | Egipt                      | probabil, în secolele XVI-XV î.Hr.          | în pustiul Sinai      | Mare Preot                 |
| Iosua                    | probabil, în secolele XVI-XV î.Hr.          | Egipt                      | probabil, în secolele XVI-XV î.Hr.          | Canaan                | conducător al Israelului   |
| Samuel                   | probabil, în secolul al XI-lea î.Hr.        | Rama în Beniamin           | probabil, în secolul al XI-lea î.Hr.        | Rama în Beniamin      | profet                     |
| David                    | probabil, în secolul al XI-lea î.Hr.        | Betleem                    | probabil, în secolul al XI-lea î.Hr.        | Ierusalim             | rege                       |
| Natan                    | probabil, în secolul al XI-lea î.Hr.        | Israel                     | probabil, în secolul al XI-lea î.Hr.        | necunoscut            | profet                     |
| Ilie                     | probabil, în secolul al IX-lea î.Hr.        | Israel                     | nu a murit                                  | nu a murit            | profet                     |
| Elisei                   | probabil, în secolul al IX-lea î.Hr.        | Abel-mehola⁠(en)[traduceți] | probabil, în secolul al IX-lea î.Hr.        | Abel-mehola           | profet                     |
| Amos                     | în secolul al VIII-lea î.Hr.                | Tuqu'⁠(en)[traduceți]       | în secolul al VIII-lea î.Hr.                | necunoscut            | profet                     |
| Iona                     | în secolul al VIII-lea î.Hr.                | Gat-hefer⁠(en)[traduceți]   | în secolul al VIII-lea î.Hr.                | necunoscut (disputat) | profet                     |
| Osea                     | în secolul al VIII-lea î.Hr.                | necunoscut                 | în secolul al VIII-lea î.Hr.                | necunoscut            | profet                     |
| Isaia                    | probabil în jurul secolul al VIII-lea î.Hr. | Israel                     | probabil în jurul secolul al VIII-lea î.Hr. | Israel                | profet                     |
| Naum                     | în jurul secolul al VIII-lea î.Hr.          | necunoscut                 | în jurul secolul al VIII-lea î.Hr.          | necunoscut            | profet                     |
| Miheia                   | secolul al VIII-lea î.Hr.                   | necunoscut                 | secolul al VII-lea î.Hr.                    | necunoscut            | profet                     |
| Habacuc                  | probabil secolul al VII-lea î.Hr.           | necunoscut                 | probabil secolul al VII-lea î.Hr.           | necunoscut            | profet                     |
| Sofonie⁠(en)[traduceți]   | probabil secolul al VII-lea î.Hr.           | necunoscut                 | probabil secolul al VII-lea î.Hr.           | necunoscut            | profet                     |
| Ieremia⁠(en)[traduceți]   | secolul al VII-lea î.Hr.                    | Anatot⁠(en)[traduceți]      | secolul al VI-lea î.Hr.                     | necunoscut            | profet                     |
| Baruh⁠(en)[traduceți]     | secolul al VII-lea î.Hr.                    | Iuda                       | secolul al VI-lea î.Hr.                     | posibil Egipt         | scribul lui Ieremia        |
| Ezechiel                 | cca. 622 î.Hr.                              | Ierusalim                  | cca. 570 î.Hr.                              | Babilon               | profet                     |
| Hagai                    | probabil secolul al VI-lea î.Hr.            | necunoscut                 | probabil secolul al VI-lea î.Hr.            | necunoscut            | profet                     |
| Maleahi                  | probabil secolul al VI-lea î.Hr.            | necunoscut                 | probabil secolul al VI-lea î.Hr.            | necunoscut            | profet                     |
| Zaharia                  | probabil secolul al VI-lea î.Hr.            | necunoscut                 | probabil secolul al VI-lea î.Hr.            | necunoscut            | profet                     |
| Daniel                   | în secolul al VI-lea î.Hr.                  | Israel                     | secolul al VI-lea î.Hr.                     | Babilon               | profet                     |
| Ioel                     | necunoscută                                 | necunoscut                 | necunoscută                                 | necunoscut            | profet                     |
| Obadia                   | probabil, în jurul secolului al V-lea î.Hr. | necunoscut                 | probabil, în jurul secolului al V-lea î.Hr. | necunoscut            | profet                     |
| Eliazar                  | aproximativ secolul al II-lea î.Hr.         | necunoscut                 | secolul al II-lea î.Hr.                     | Israel                | martir                     |
| Sfinții Mucenici Macabei | secolul al II-lea î.Hr.                     | necunoscut                 | aproximativ 170-160 î.Hr.                   | Israel                | martiri                    |